# منتخب كوريا الجنوبية لسباعيات الرغبي
منتخب كوريا الجنوبية لسباعيات الرغبي هو ممثل كوريا الجنوبية الرسمي في المنافسات الدولية في سباعيات الرغبي
.